# Rietveld (Delft)
Het Rietveld is een gracht in de stad Delft, in de Nederlandse provincie Zuid-Holland. De oost-west gesitueerde gracht ligt tussen het Vrouwjuttenland en het Rijn-Schiekanaal, dat Rotterdam met Den Haag verbindt. Aan beide kanten ligt er een weg en staan er huizen. Onder meer de Christelijke Samenkomst en het Rietveld-theater liggen aan het Rietveld.
Er liggen drie bruggen over het Rietveld: de Drapeniersbrug, een voetgangersbrug en de Rietveldsetorenbrug.

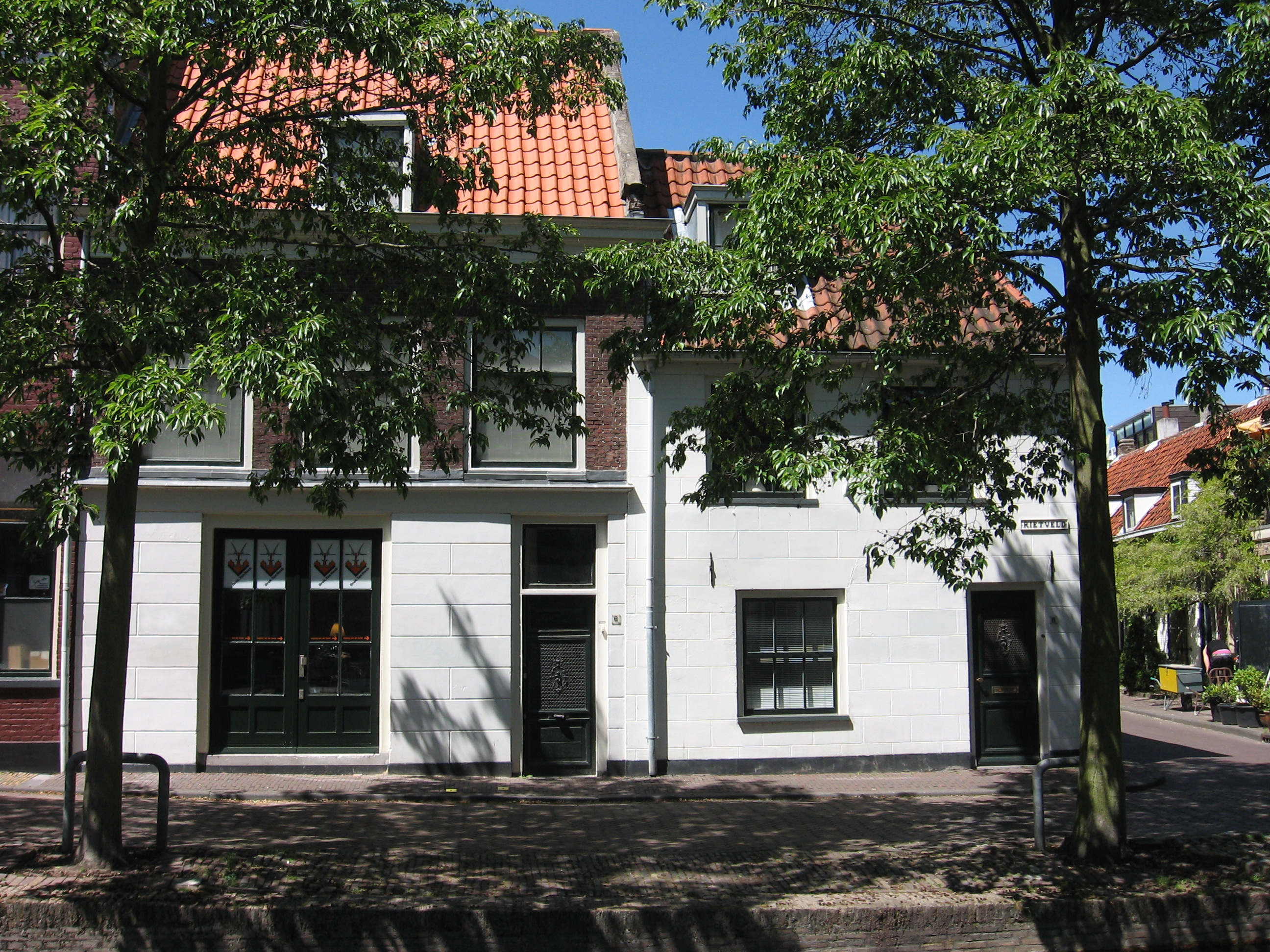
Rietveld 6-8

Eerste noord-zuid hoofdgracht: Oude Delft en Noordeinde
Tweede noord-zuid hoofdgracht: Nieuwe Delft (Korte/Lange Geer ·
Koornmarkt ·
Wijnhaven ·
Hippolytusbuurt ·
Voorstraat)
Derde noord-zuid hoofdgracht: Verwersdijk ·
Vrouwjuttenland ·
Burgwal ·
Brabantse Turfmarkt ·
Achterom
     Verlegging: Vrouwenregt · Oosteinde
Oost-west grachten:
Voldersgracht ·
Molslaan ·
Gasthuislaan ·
Zuidergracht
Binnenwatersloot ·
Nieuwe en Oude Langendijk ·
Vlamingstraat ·
Rietveld ·
Kantoorgracht
Buiten het centrum:
Buitenwatersloot ·
Westsingelgracht